# Victor Jacquemont
 (mars 2025).
Pour les articles homonymes, voir Jacquemont.
Venceslas Victor Jacquemont, né à Paris le 8 août 1801 et mort à Bombay le 7 décembre 1832, est un naturaliste et explorateur français.

## Biographie
Victor est le plus jeune des quatre enfants de Frédéric François Wenceslas Jacquemont du Donjon (1757-1836) et de Rose Laisné. Ce dernier dut renoncer à son titre de noblesse après la nuit du 4 août. Il fut membre du Tribunat avant de devenir directeur général de l'instruction publique. Son engagement républicain et sa participation à la conspiration du général Claude François de Malet contre Napoléon lui valurent d'être emprisonné et banni par l'empereur. Il transmit à son fils Victor son esprit aventurier, sa curiosité et sa vivacité d'esprit, son goût pour la justice ainsi que sa passion pour la lecture et les idées des Lumières. Il lui offrit de solides études au lycée impérial, aujourd'hui lycée Louis-le-Grand et au Collège de France.
Bachelier en 1822 avec Georges Cuvier comme président de jury, Victor Jacquemont mène en parallèle des études de médecine, de géologie et de botanique avec René Desfontaines, auteur de L’Herbier du Muséum d’Histoire naturelle de Paris et professeur de botanique de renom à l'époque. Avec ses amis Adrien de Jussieu et Adolphe Brongniart, il fonde la Société Naturaliste de Paris. Son implication le mène à faire des voyages d'exploration botanique en région parisienne, dans le midi, dans le nord de la France, en Belgique, dans les Cévennes et dans les Alpes en compagnie de son ami Hippolyte Jaubert, dont la mère, née Cheminade, était originaire de Grenoble. Près de cette ville, dans le petit village minier de Pinsot, Victor Jacquemont fait la connaissance du maître de forges Achille Chaper qui lui apprend l'alpinisme avec qui il entretiendra jusqu'à sa mort une chaleureuse correspondance. Il suit par la suite une formation particulière au Muséum d'histoire naturelle avec le minéralogiste Alexandre Brongniart, le paléontologue Geoffroy Saint-Hilaire, et le grand Georges Cuvier.
Travailleur acharné le jour, cet amateur de musique fréquente les salons la nuit. C'est ainsi qu'il se lie d'amitié profonde avec Stendhal qui lui soumettait ses écrits avant impression, et avec Prosper Mérimée. Il y croise Alexandre Dumas et fait la connaissance d'Adélaïde Schiassetti, célèbre cantatrice italienne de l'époque dont il tombe éperdument amoureux et qui semble plus proche de son ami Stendhal. En automne 1826, pour combattre son désespoir, Victor fait d'abord un premier voyage d'exploration en Amérique du Nord avec une recommandation du marquis de La Fayette, un ami proche de la famille qui l'introduit dans la société américaine.
Après une première exploration de l'Amérique, il séjourne chez son frère Frédéric à Haïti. Il y rencontre le professeur Cordier qui lui transmet la proposition des administrateurs du Jardin des plantes du voyage en Inde. Victor accepte et regagne Paris pour préparer ce voyage qui le rendra célèbre. Il se rend à Londres, contacte la Compagnie des Indes et s'intègre dans la bonne société londonienne. Il obtient facilement les autorisations nécessaires à son voyage auprès de la Compagnie des Indes à Londres. Il regagne la France pour embarquer à Brest le 26 août 1828 à bord de La Zélée. Après une traversée de 8 mois, il fait escale au Cap où il rencontre le capitaine Jules Dumont d'Urville qui rentre de son premier tour du monde après un long séjour en Polynésie et le naufrage de La Pérouse.
Victor accoste l'île Bourbon en janvier. Il séjourne chez un riche colon à qui il a été recommandé par son amie madame Ramond. Il s'offusque contre la barbarie de l'esclavage qui y est pratiquée par la bourgeoisie créole. Un violent cyclone s'abat sur l'île les 10 et 11 février 1829 détruisant toutes les récoltes, engloutissant dans les flots ou brisant sur les côtes plus de vingt navires. La Zélée est malmené mais reste à flot. Des réparations importantes le clouent à quai laissant à Victor le temps d'apprécier les beautés de l'île Bourbon.
Les réparations terminées, Victor poursuit sa mission et embarque pour Pondichéry, puis pour Calcutta où il arrive en mai 1829. Il travaille en Inde durant trois ans et demi et pousse jusqu’au centre de l’Himalaya. Il visite Amber, rencontre l’empereur sikh Ranjît Singh dans sa capitale de Lahore et visite le royaume de Ladakh et Bardhaman. Se sachant très malade, il prépare soigneusement l'expédition de son travail au Muséum d’Histoire Naturelle de Paris. Il est hospitalisé à l'hôpital militaire de Bombay où lui est diagnostiquée une infection amibienne du foie. Il meurt le 7 décembre 1832, à l'âge de 31 ans, après avoir écrit ses dernières volontés et fait ses adieux à son frère Porphyre, et à son père. 

## Postérité

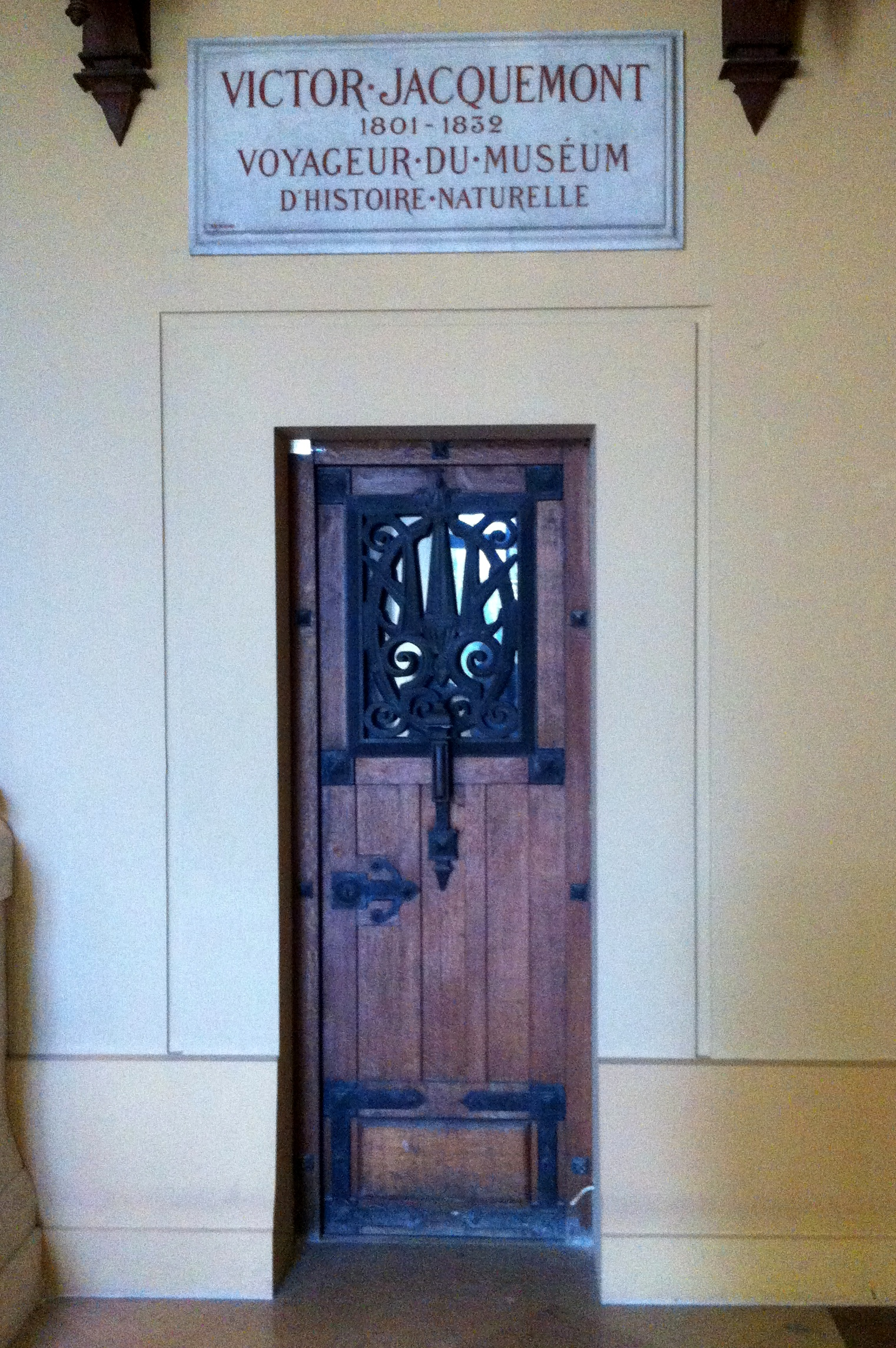
Crypte de Victor Jacquemont, Paris, grande galerie de l'Évolution du Muséum national d'histoire naturelle.

Durant l'été 1833, des caisses contenant 5 800 pièces d’herbier, un catalogue avec une description précise de nombreux échantillons de roches, des animaux naturalisés parviennent au Muséum. Ses amis comme Adrien de Jussieu et surtout Prosper Mérimée qui débute en politique et dans le journalisme, s'évertuent à faire connaître son travail. Fidèle à la mémoire de son ami, Prosper Mérimée édite son journal de bord et ses correspondances avec sa famille et ses amis.
L'herbier de Victor Jacquemont est intégré à celui de Desfontaines. Ses très riches collections sont étudiées par Isidore Geoffroy Saint-Hilaire, Henri Milne-Edwards, Émile Blanchard, Achille Valenciennes, Jacques Cambessèdes et Joseph Decaisne. Ces naturalistes lui dédient plusieurs espèces parmi lesquelles  Betula jacquemontii, Corylus jacquemontii, Prunus jacquemontii ainsi que l'arisème Arisaema jacquemontii.
En 1881, La France décide le rapatriement des restes de Victor Jacquemont. Il est exhumé de Bombay et inhumé dans une crypte, dans un des escaliers de la galerie de zoologie du Muséum national d'histoire naturelle à Paris (maintenant grande galerie de l'Évolution). Une statue lui a été élevée sur la façade sud de l’hôtel de ville de Paris parmi les grands personnages qui font la fierté de la France. Depuis 1869 la rue Jacquemont reliant l'avenue de Clichy à la rue Lemercier à Paris 17e lui rend hommage, ainsi qu'une place dans la ville de Tours. Un Monument à Venceslas et Victor Jacquemont (1908) par Jacquemont du Donjon, dont le buste de Victor a été envoyé à la fonte sous le régime de Vichy, est érigé au square Boucher-Cadart à Hesdin, la ville berceau de sa famille. Victor Jacquemont est aussi le héros d'un récit d'aventure biographique publié en 2025 aux éditions Paulsen, Par les chemins des Indes.